# Cratère du Ngorongoro
Pour les articles homonymes, voir Ngorongoro.
Le cratère du Ngorongoro est une vaste caldeira circulaire de plus de vingt kilomètres de diamètre située au cœur du massif du Ngorongoro, dans le nord de la Tanzanie, dans la branche orientale du rift est-africain.
Ce cratère s'est formé à la suite de l'effondrement sur lui-même d'un volcan, aujourd'hui éteint, lorsque sa chambre magmatique s'est vidée au cours d'une éruption volcanique. Le Ngorongoro est la plus grande caldeira intacte et non submergée au monde avec 326 km2 de superficie. Elle est située dans l'aire de conservation du Ngorongoro, une aire protégée inscrite au patrimoine mondial.

## Géographie

### Topographie
Le cratère du Ngorongoro est situé dans le nord de la Tanzanie, à l'ouest d'Arusha, dans le district de Ngorongoro de la région d'Arusha. Il fait partie du massif du Ngorongoro, une zone de plateaux et de sommets volcaniques qui s'étire du lac Eyasi (au sud-ouest) au lac Natron (au nord-est), et est encadré par la plaine du Serengeti au nord-ouest, par les massifs volcaniques des monts Méru, Kilimandjaro et Monduli à l'est et par le lac Manyara au sud-est.
Son diamètre maximum est de 22,5 kilomètres et sa profondeur est de 610 mètres.
La cuvette au fond relativement plat n'a pas d'exutoire et les précipitations s'y accumulent formant un lac permanent, le lac Makat ou Magadi, et deux marais, le Mwandusi et le Gorigor. Le cratère reçoit aussi les eaux d'une rivière s'échappant du cratère Olmoti situé au nord et se jetant dans le lac Makat.

### Géologie
Le Ngorongoro est un ancien volcan qui aurait pu être beaucoup plus haut que le Kilimandjaro et qui émettait des laves trachytiques et des matériaux pyroclastiques. Il y a deux millions d'années, il s'est effondré sur lui-même lors de la vidange de sa chambre magmatique, créant la caldeira actuelle. Ne connaissant plus d'activité éruptive depuis, il est considéré comme éteint,.

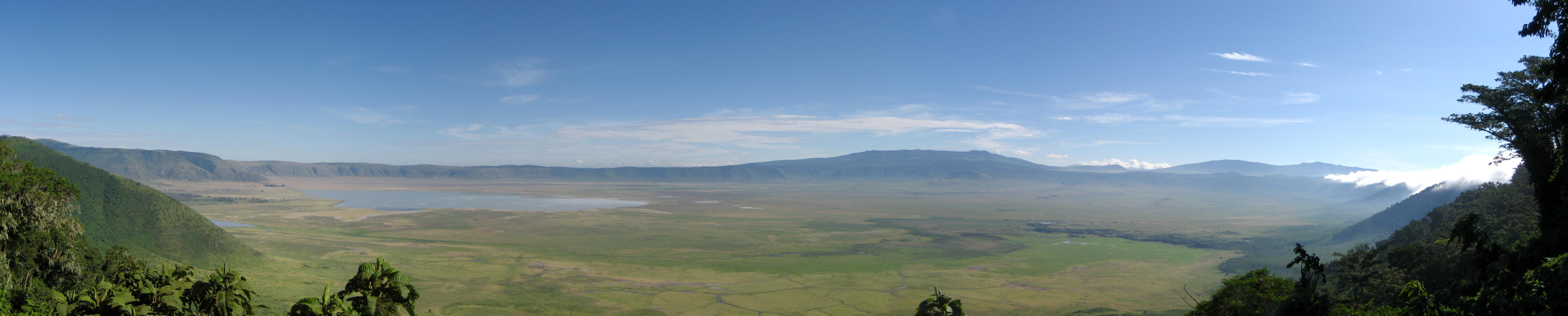
Vue panoramique du cratère du Ngorongoro à la saison des pluies.

### Climat

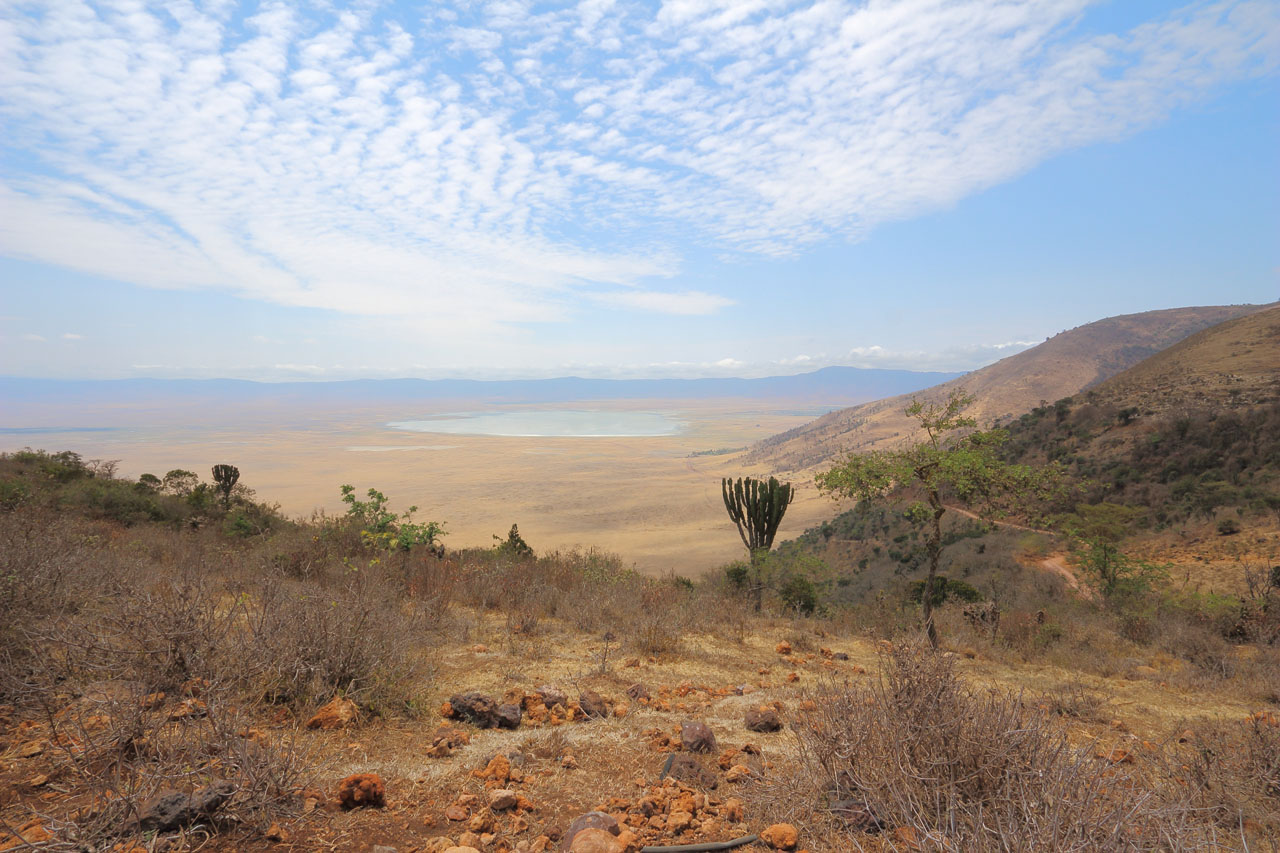
Le cratère du Ngorongoro à la saison sèche.

Le cratère du Ngorongoro est soumis à un climat tropical caractérisé par deux saisons des pluies : la petite saison des pluies (en novembre et décembre) dont les nuages viennent du sud-est et la grande saison des pluies (mars à mai) alimentée par une mousson venant de l'océan Indien situé à l'est. Les versants les plus arrosés sont donc ceux orientés au sud et à l'est.

## Biodiversité et tourisme

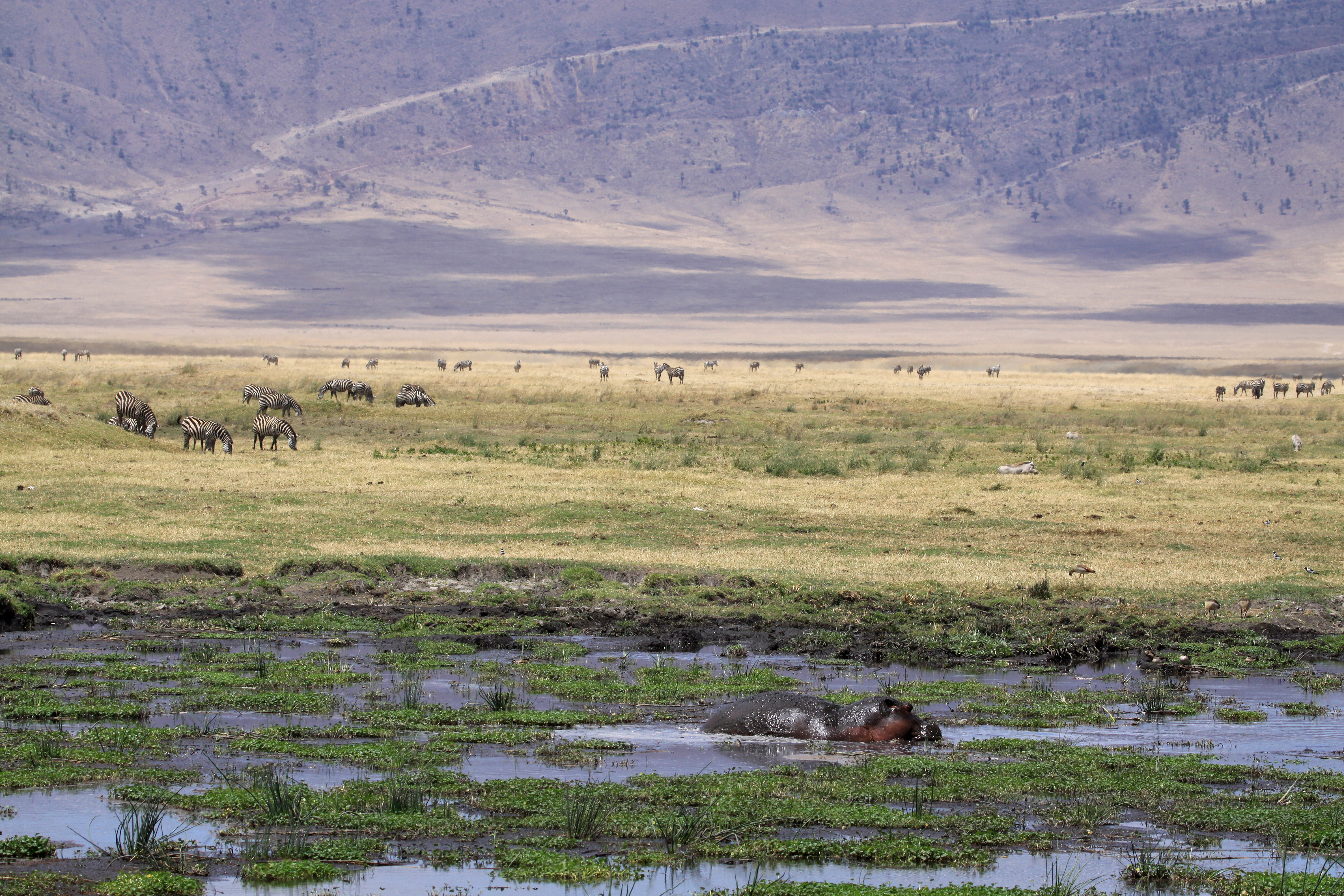
Faune dans le cratère du Ngorongoro.

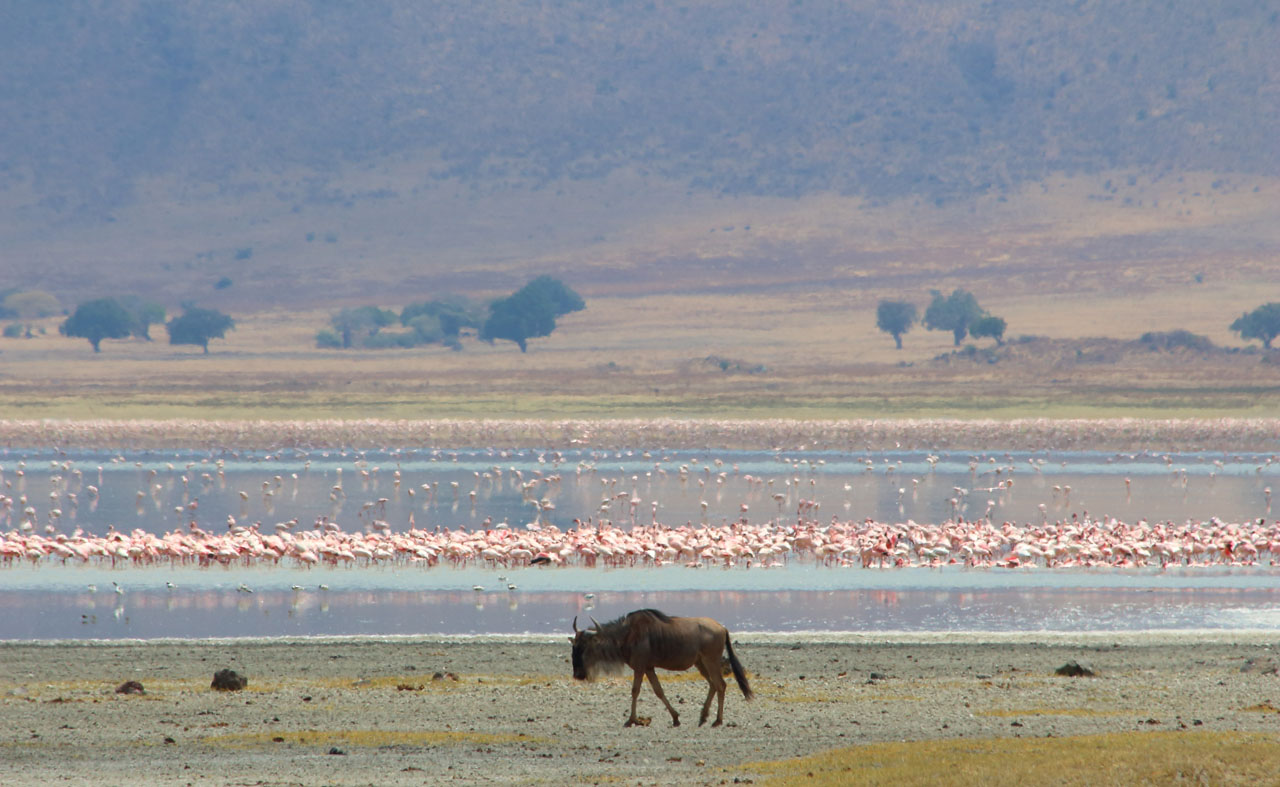
Gnou et flamants roses dans le cratère du Ngorongoro.

Le cratère du Ngorongoro constitue une importante réserve faunique incluse dans l'aire de conservation du Ngorongoro qui jouxte le Serengeti situé au nord-ouest. Cette zone de conservation constitue un attrait touristique majeur de la Tanzanie.
Dans un souci de préservation de la nature, la zone à l'intérieur du cratère est décrétée non constructible et il n'est pas permis d'y faire pâturer les troupeaux bien qu'ils puissent s'y abreuver lors d'un transit.
Des hôtels se trouvent sur les bords du cratère et y organisent des excursions la journée et la nuit afin d'y observer la faune sauvage.
Quatre cents espèces d'oiseaux habitent le cratère. Parmi elles les flamants roses qui viennent, toujours en période de lune montante, se poser sur le lac Makat. Ce lac est formé par les pluies qui déversent dans la cuvette du cratère à fond plat des masses d'eau parfois importantes. On voit alors les hippopotames s'y prélasser tandis que les buffles se vautrent dans la boue.
La forêt qui tapisse la paroi interne de la caldeira descend en se clairsemant jusqu'aux prairies où paissent les herbivores. Les arbres emmagasinent l'humidité pendant la saison des pluies et la restituent à la saison sèche. Ce qui explique que les très nombreux animaux y trouvent toute l'année leur nourriture.

## Dans la culture
Le cratère sert de décor aux aventures de Blake et Mortimer dans l'album Le Sanctuaire du Gondwana.
Le cratère du Ngorongoro a également influencé le cratère d'Un'Goro, une zone de jeu dans le MMORPG World of Warcraft.